# Physico-chimie
La physico-chimie est une sous-discipline de la chimie et de la physique qui étudie les phénomènes physico-chimiques en utilisant des techniques de la physique atomique et moléculaire et de la physique de la matière condensée. En somme, c'est la branche de la physique qui étudie la nature physique de la chimie. À la frontière entre la chimie et la physique, la physico-chimie se différencie de la chimie physique en ce sens qu'elle se concentre avant tout sur des éléments et des théories caractéristiques de la physique. Néanmoins, la différence entre les deux disciplines est assez vague, et les chercheurs qui y travaillent passent souvent de l'un à l'autre au cours de leurs recherches.

## Champs d'étude
Les physico-chimistes étudient en général la structure et la dynamique des ions, des radicaux libres, des polymères, des clusters et des molécules. Les champs d'études comprennent aussi l'aspect quantique des réactions chimiques, des processus de solvatation, les flux énergétiques intra et inter moléculaires, et les entités tels que les quantum dots.
Les physico-chimistes expérimentaux utilisent de nombreuses techniques de spectroscopie afin de mieux comprendre les phénomènes de liaison hydrogène, transfert d'électron, la formation et destruction de liaisons chimiques, les réactions chimiques et la formation de nanoparticules. Les physico-chimistes théoriques créent des simulations de processus moléculaires testés au cours de ces expériences, afin à la fois d'expliquer les résultats expérimentaux et d'orienter les futures recherches.
Les objectifs de la recherche en physico-chimie incluent la compréhension des structures et réactions chimiques au niveau de la mécanique quantique, la découverte de la structure et de la réactivité d'ions et radicaux en phase gazeuse, et de créer des modèles d'approximations assez précis afin de rendre possible la simulation par ordinateur la physique des phénomènes chimiques.

## Champs proches
- Physique-chimie
- Chimie physique
- Dynamique moléculaire
- Chimie quantique
- Physique du solide
- Spectroscopie
- Force intermoléculaire
- Science des surfaces

## Journaux
- Chemical Physics Letters
- Journal of Chemical Physics

## Crédit de traduction
- (en) Cet article est partiellement ou en totalité issu de l’article de Wikipédia en anglais intitulé « Chemical physics » (voir la liste des auteurs).